# Seoknam-dong
Seoknam-dong (koreanska: 석남동) är en stadsdel i staden Seosan i provinsen Södra Chungcheong, i den västra delen av Sydkorea, 100 km söder om huvudstaden Seoul.